# ولسوالی خدیر
خِدیر یکی از ولسوالی‌های ولایت دایکندی در مرکز افغانستان است. جمعیت آن در سال ۲۰۲۰ (میلادی) ۵۳٬۴۳۴ نفر اعلام شده‌است.  خدیر پایتخت ولسوالی دایکندی در ارتفاع ۲۴۶۶ متری واقع شده است.